# تیم ملی بسکتبال مردان بلیز
تیم ملی بسکتبال بلیز نماینده بلیز در مسابقات بین‌المللی است.